# Turnera marmorata
Turnera marmorata är en passionsblomsväxtart som beskrevs av Ignatz Urban. Turnera marmorata ingår i släktet Turnera och familjen passionsblomsväxter. Inga underarter finns listade i Catalogue of Life.